# Mycena pura
Mycena pura (Christian Hendrik Persoon, 1794 ex Paul Kummer, 1871) din încrengătura Basidiomycota, în familia Mycenaceae și de genul Mycena, denumită în popor bureciori rozacei sau ridichioare, este o  specie saprofită de ciuperci condiționat comestibile, fiind consumate în cantități mai mari ușor  otrăvitoare. Acest burete foarte comun se dezvoltă în România, Basarabia și Bucovina de Nord pe orice sol în păduri de conifere preferat sub molizi și pini, dar de asemenea în cele de foioase și mixte, adesea la marginea celora, crescând în grupuri cu adesea numeroase exemplare, de la câmpie la munte, din (mai) iunie până în octombrie.

## Taxonomie

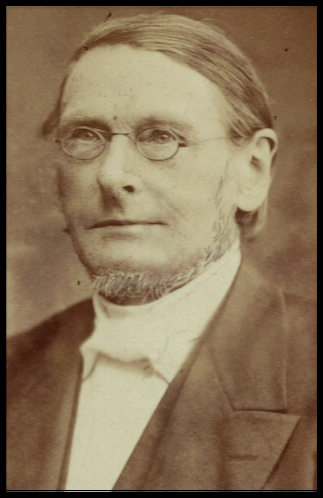
Paul Kummer

Primul care a descris specia sub denumirea Agaricus purus a fost renumitul savant (Christian Hendrik Persoon în publicația sa Neuer Versuch einer systematischen Eintheilung der Schwämme, în volumul 1 al jurnalul botanic Neues Magazin für die Botanik din 1794. Apoi, micologul german Paul Kummer a transferat specia la genul Mycena sub păstrarea epitetului, de verificat în opera sa principală Der Führer in die Pilzkunde: Anleitung zum methodischen, leichten und sicheren Bestimmen der in Deutschland vorkommenden Pilze mit Ausnahme der Schimmel- und allzu winzigen Schleim- und Kern-Pilzchen din 1871, fiind numele actual valabil (2024). Toate celelalte încercări de redenumire nu sunt folosite, fiind astfel neglijabile.
Numele generic este derivat din cuvântul de limba greacă veche (greacă veche μύχης=ciupercă, burete), iar epitetul specific se trage de la adjectivul latin (latină purus, -a, -um=deschis, pur, străveziu), datorită aspectului general al ciupercii.

## Descriere

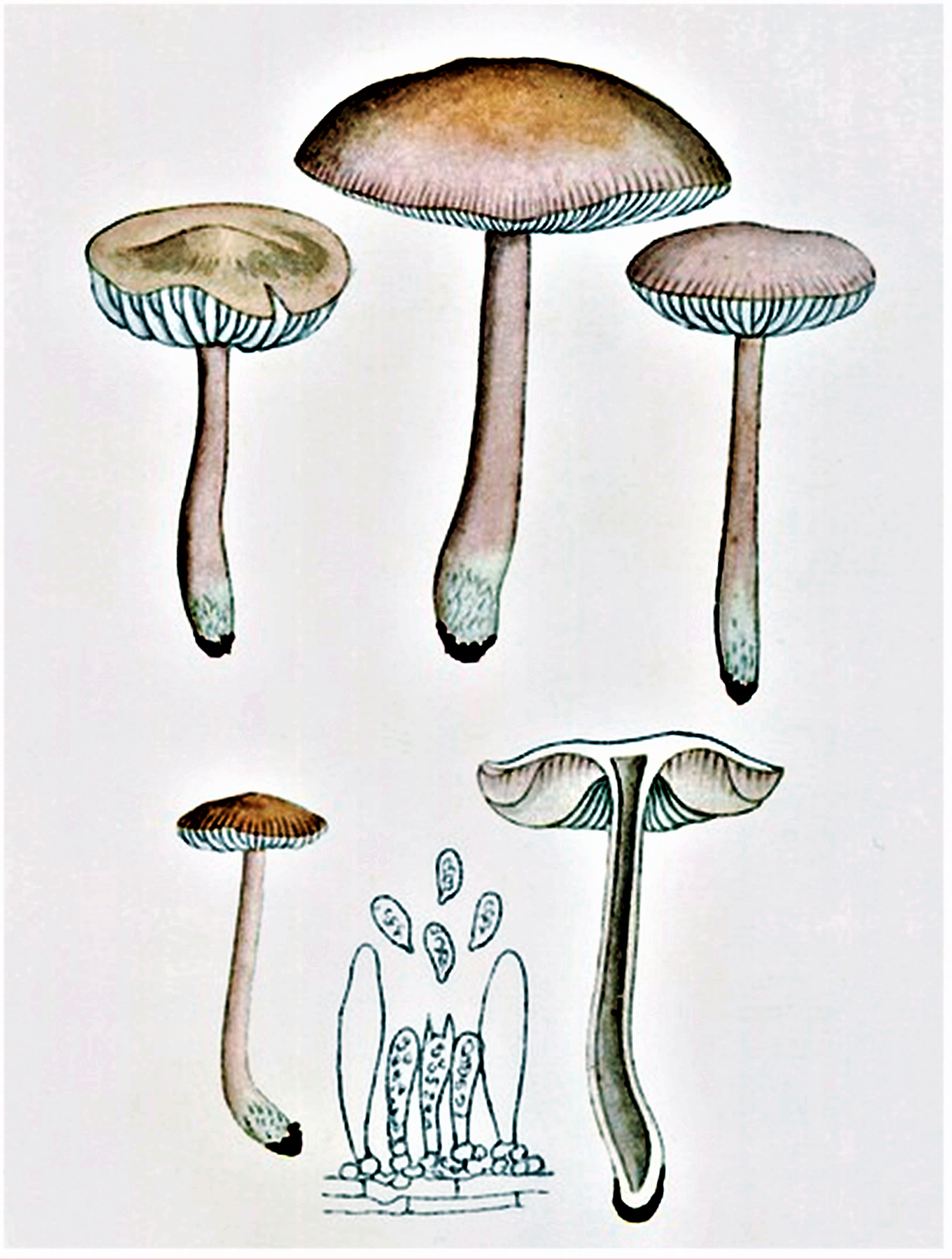
Bres.: Mycena pura

- Pălăria: are un diametru de 3-5 (6) cm, este destul de cărnoasă, higrofană (își schimbă culoarea atunci când pierde sau absoarbă apă), inițial semisferică, repede conică cu creștetul rotunjit, având aspectul unui coif. Cu timpul se aplatizează din ce în ce mai mult dezvoltând o cocoașă ocazional bine dezvoltată, nu ascuțită, mai degrabă turtită, marginea căpătând atunci adesea crăpături longitudinale nu prea adânci. Cuticula este netedă cu caneluri bine vizibile în jurul marginii. Culoarea este extrem de variabilă; tinde între roz murdar și violet-liliaceu, dar poate să se arată de asemenea gri-albicios. Marginea este mereu mai palidă.
- Lamelele: sunt groase, clar distanțate între ele, spre mijloc bulboase, cu lamele intermediare care stau în tinerețe libere, fiind la bătrânețe aderente la picior precum cu muchii dințate. Coloritul este albicios cu nuanțe rozalii.
- Piciorul: este mereu mai lung ca diametrul pălăriei cu o înălțime de 4-10 cm și o grosime de până la 1 cm, fiind la început plin, dar în vârstă gol pe interior, fibros, cilindric,  nu rar îndoit și fără inel. Coloritul poate fi albicios, roz, alb-albăstrui, brun-roz, violet sau albastru-violet. Baza este îngroșată și alb-pâsloasă, adesea murdărită de pământ.
- Carnea: este destul de cărnoasă și moale. Mirosul amintește intensiv de ridichi, gustul fiind asemănător, dar nu iute. Buretele este variabil, deoarece modifică aspectul său în stare uscată și, prin urmare, este nu prea ușor de determinat, dacă nu se dă seama de miros.[3][4]
- Caracteristici microscopice: are spori slab elipsoidali, netezi și amilozi (ce înseamnă colorabilitatea structurilor tisulare folosind reactivi de iod), sub microscop hialini (translucizi), cu o mărime de 6-8 x 3,5-4,5 microni. Pulberea lor este albă. Basidiile cu 2-4 sterigme în formă de măciucă măsoară 25-32 x 6-8 microni. Cistidele (celule de obicei izbitoare și sterile care pot apărea între basidii și himen, stratul fructifer) sunt fusiform-bulboase cu vârfuri obtuze, având o mărime de 45-70 x 15-18 microni. Pleuro-cistidele (cele laterale pe lamele) lipsesc.[9]
- Reacții chimice: Cuticula se colorează cu Hidroxid de potasiu imediat galben și cu și cu tinctură de Guaiacum după aproximativ 15 minute albastru-verzui.[10][11]

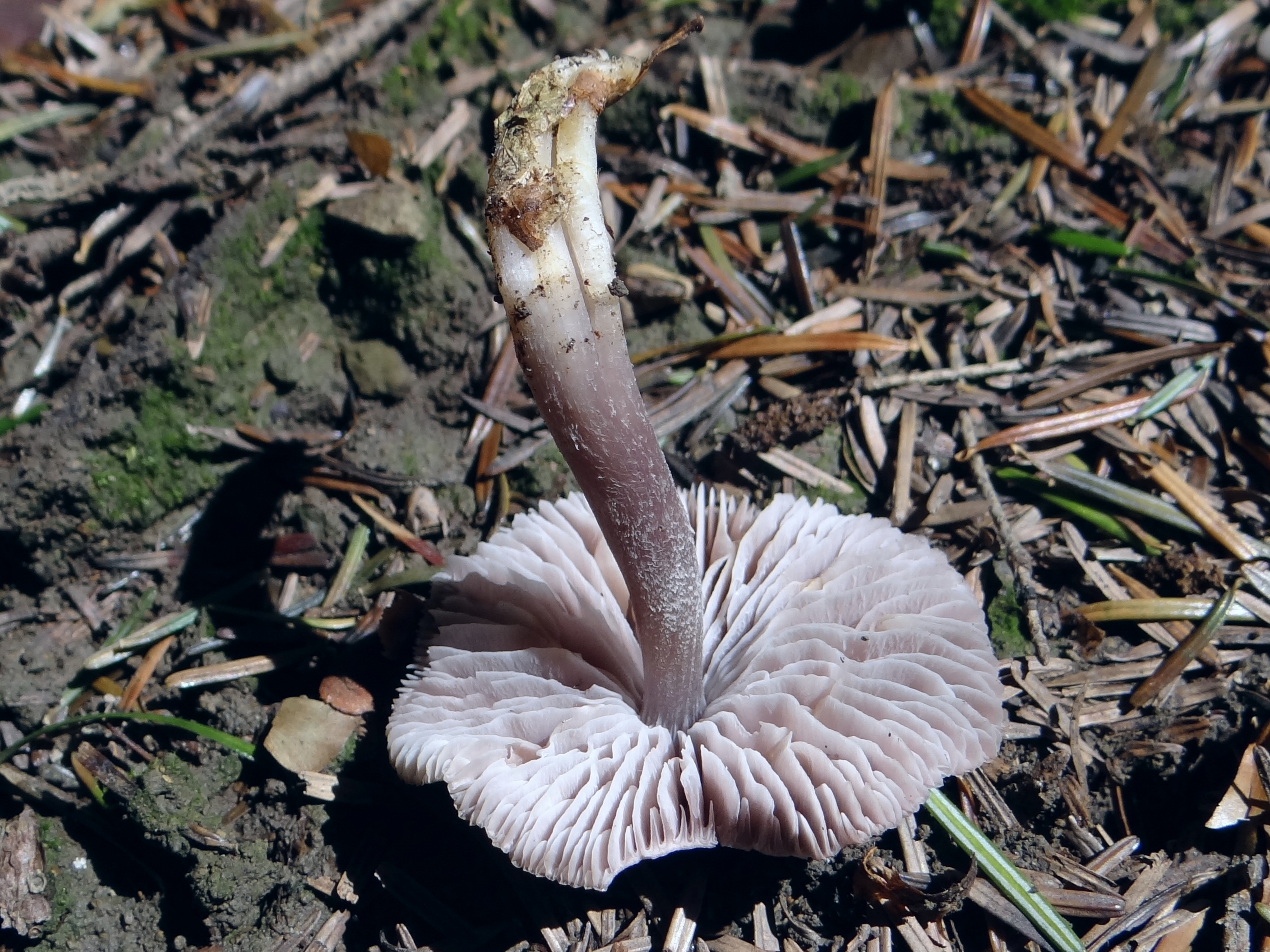
M. pura, lamele și picior
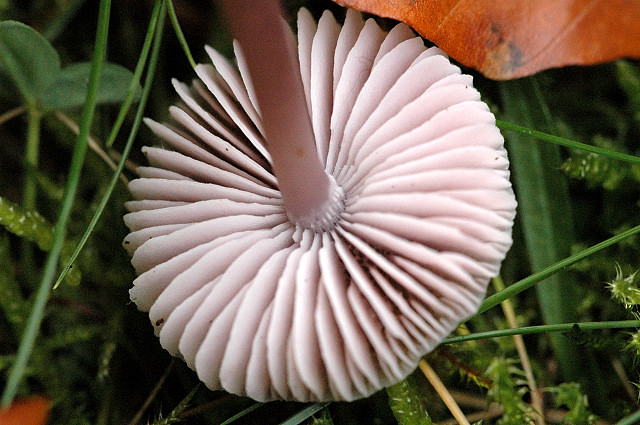
M. pura, lamele din apropiere
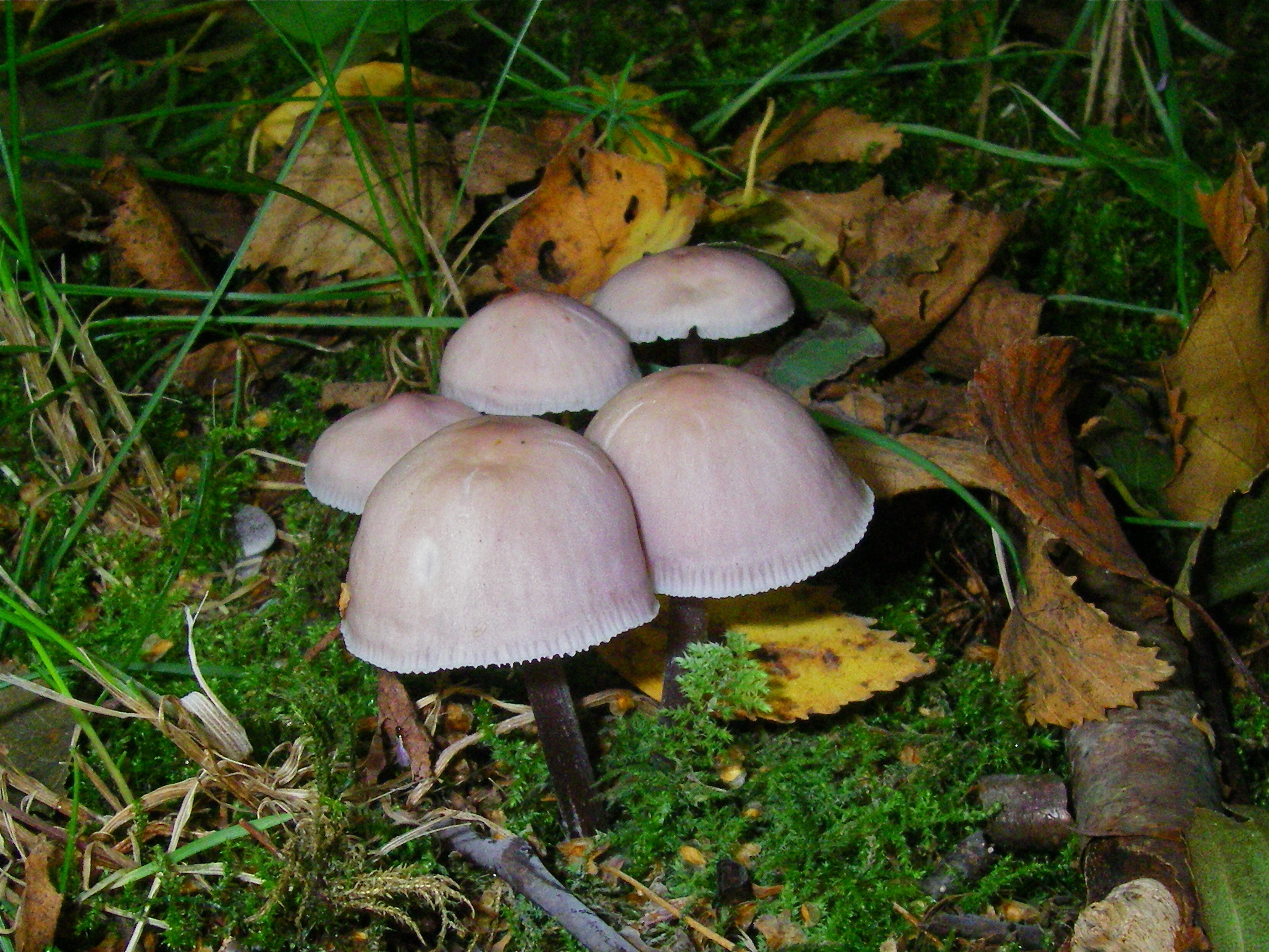
M. pura tinere
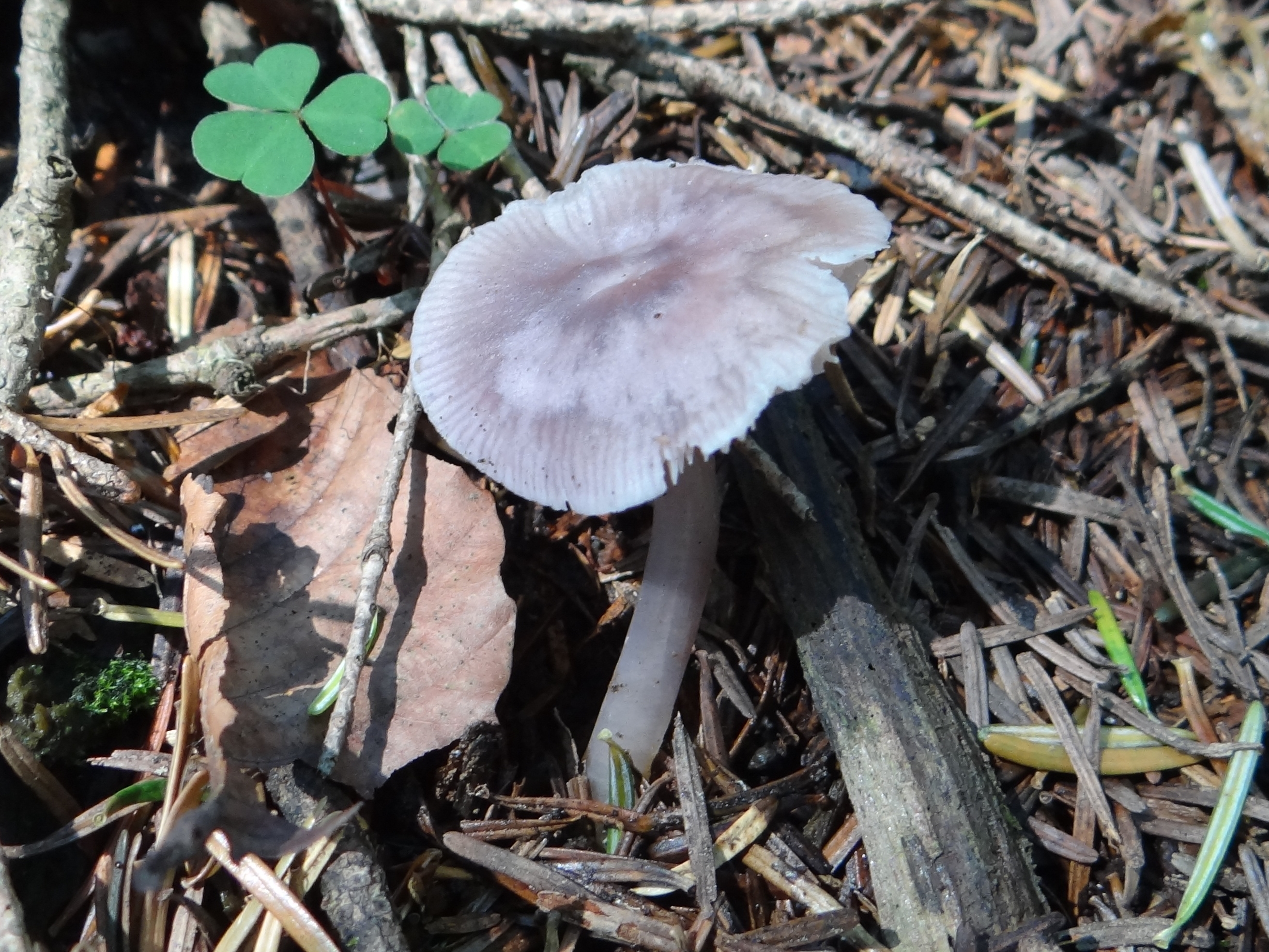
M. pura bătrână
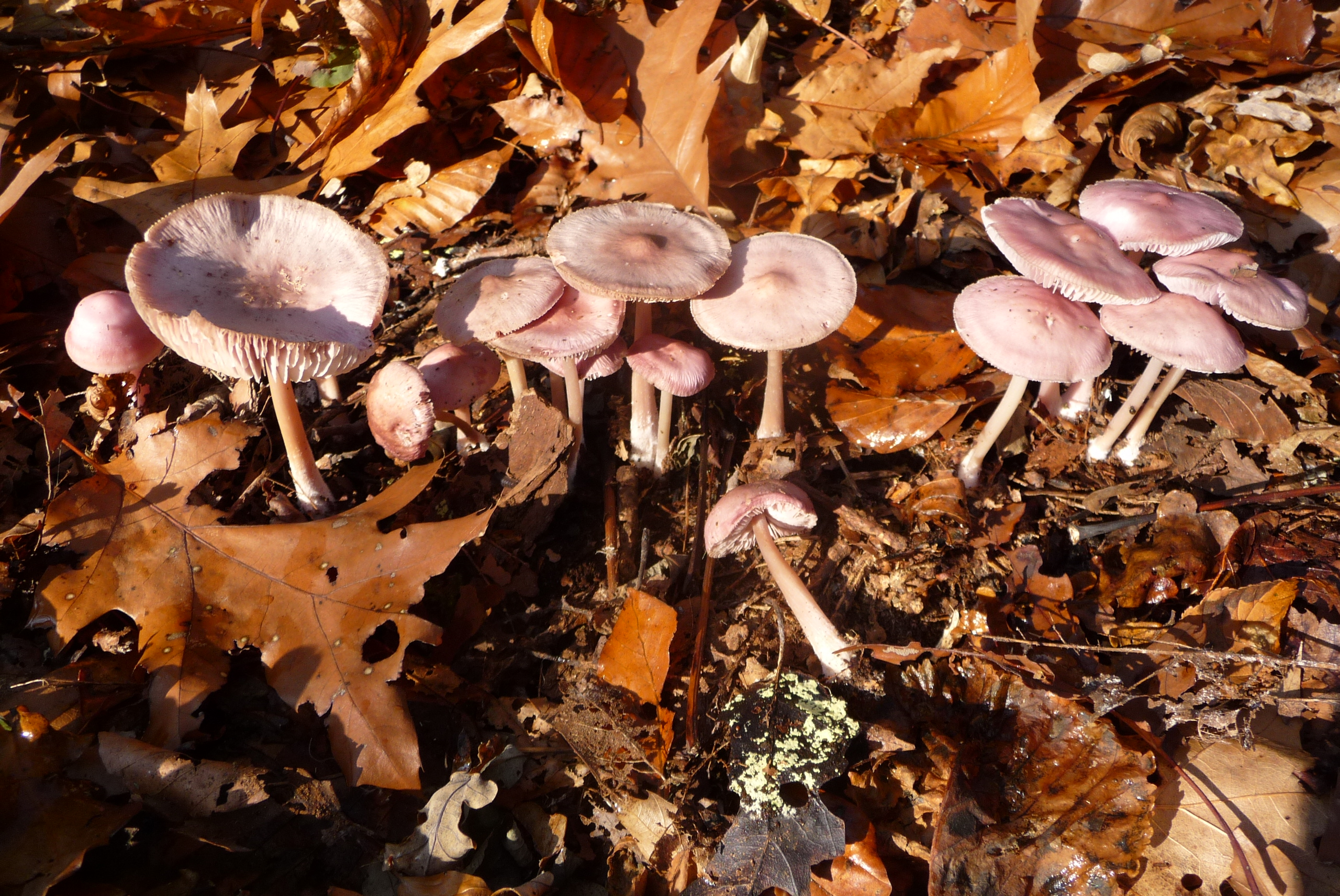
M. pura bătrâne, în grup mare

## Variații
De-a lungul timpului au fost descrise multe varietăți sau forme ale ciupercii care sunt numai greu de diferențiat, chiar și de experți. În urmare câteva din variațiile oferite:
| - Mycena pura var. alba Gillet (1876) - Mycena pura var. carnea Rea (1922) - Mycena pura var. ianthina Gillet (1876) - Mycena pura var. lutea Gillet (1876) - Mycena pura var. luteorosa Bon (1999) | - Mycena pura var. multicolor Bres. (1892) - Mycena pura var. pura P.Kumm. (1871) - Mycena pura var. purpurea Gillet (1876) - Mycena pura var. roseoviolacea Gillet (1876) - Mycena pura var. violacea Gillet (1876) |

## Confuzii
Bureciorii rozacei pot fi confundați cu mai multe alte specii ale genului, între altele cu Mycena diosma (necomestibil, miros de cutie de țigări sau tămâie), Mycena epipterygia sin. Mycena metata (necomestibil, mic, fără valoare), Mycena galericulata, Mycena haematopus (necomestibil, secretă un suc roșiatic lipicios), Mycena interrupta (condiționat comestibil ca și soiul descris), Mycena pearsoniana (foarte asemănător speciei descrise, dar mai mic, nu crește la noi) Mycena pelianthina (otrăvitor, asemănător speciei descrise, dar conține mai multă muscarină), Mycena polygramma (fără valoare culinară: carne subțire, fără gust și miros), Mycena renati sin. Mycena flavipes (necomestibil, miros intensiv de clor)  sau Mycena rosea (de aceiași calitate ca specia descrisă), dar, de asemenea, cu Cuphophyllus fornicatus sin. Hygrocybe fornicata (fără valoare alimentară), Cuphophyllus lacmus (comestibil), Entoloma chalybeum (necomestibil), Entoloma dichroum (necomestibil), Entoloma sericellum (necomestibil, fără valoare culinară), Entoloma serrulatum (necomestibil, fără valoare culinară), Inocybe geophylla var. lilacina (otrăvitoare), Laccaria amethystina (comestibilă), cu forme rozalii ale lui Laccaria laccata (comestibilă) sau chiar cu gustosul Marasmius oreades care însă nu se dezvoltă în păduri și are alt miros.

## Specii asemănătoare în imagini

Cuphophyllus fornicatus
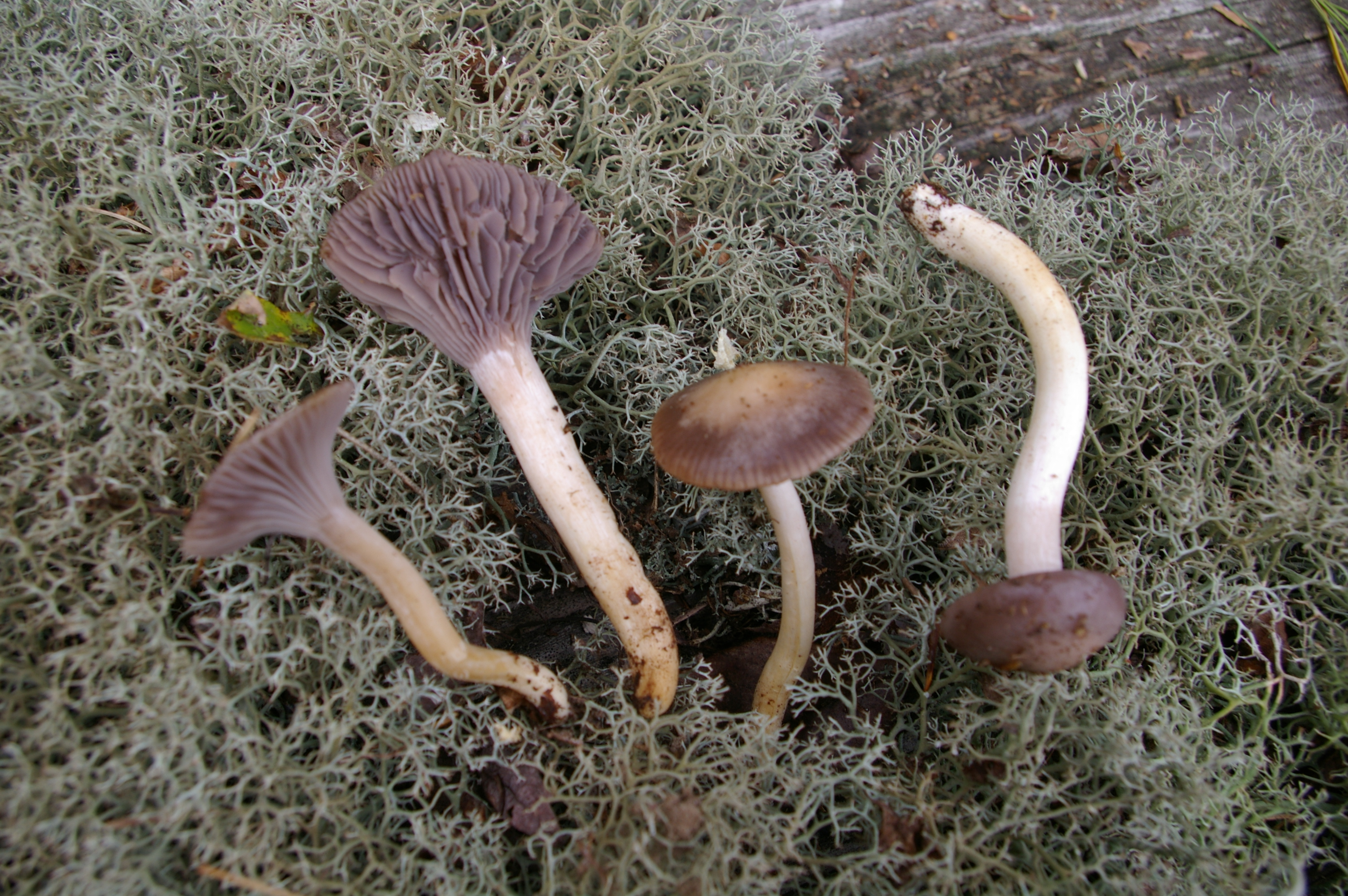
Cuphophyllus lacmus
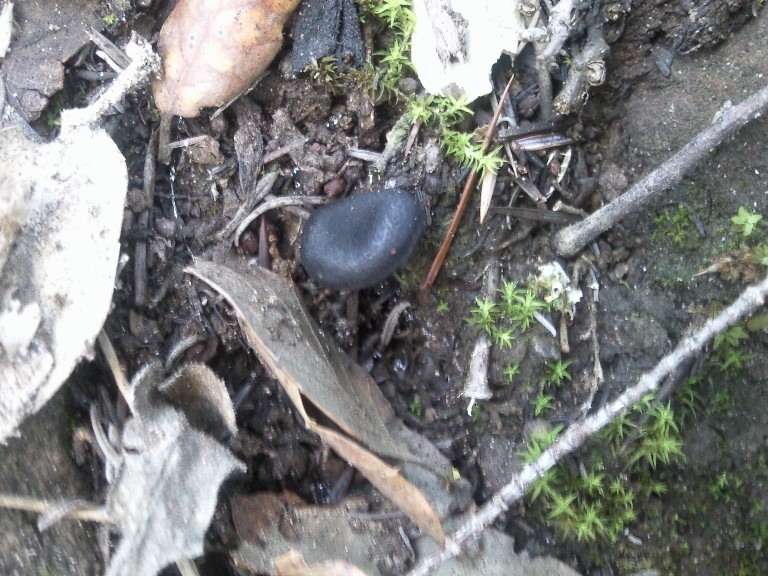
!Entoloma chalybeum!
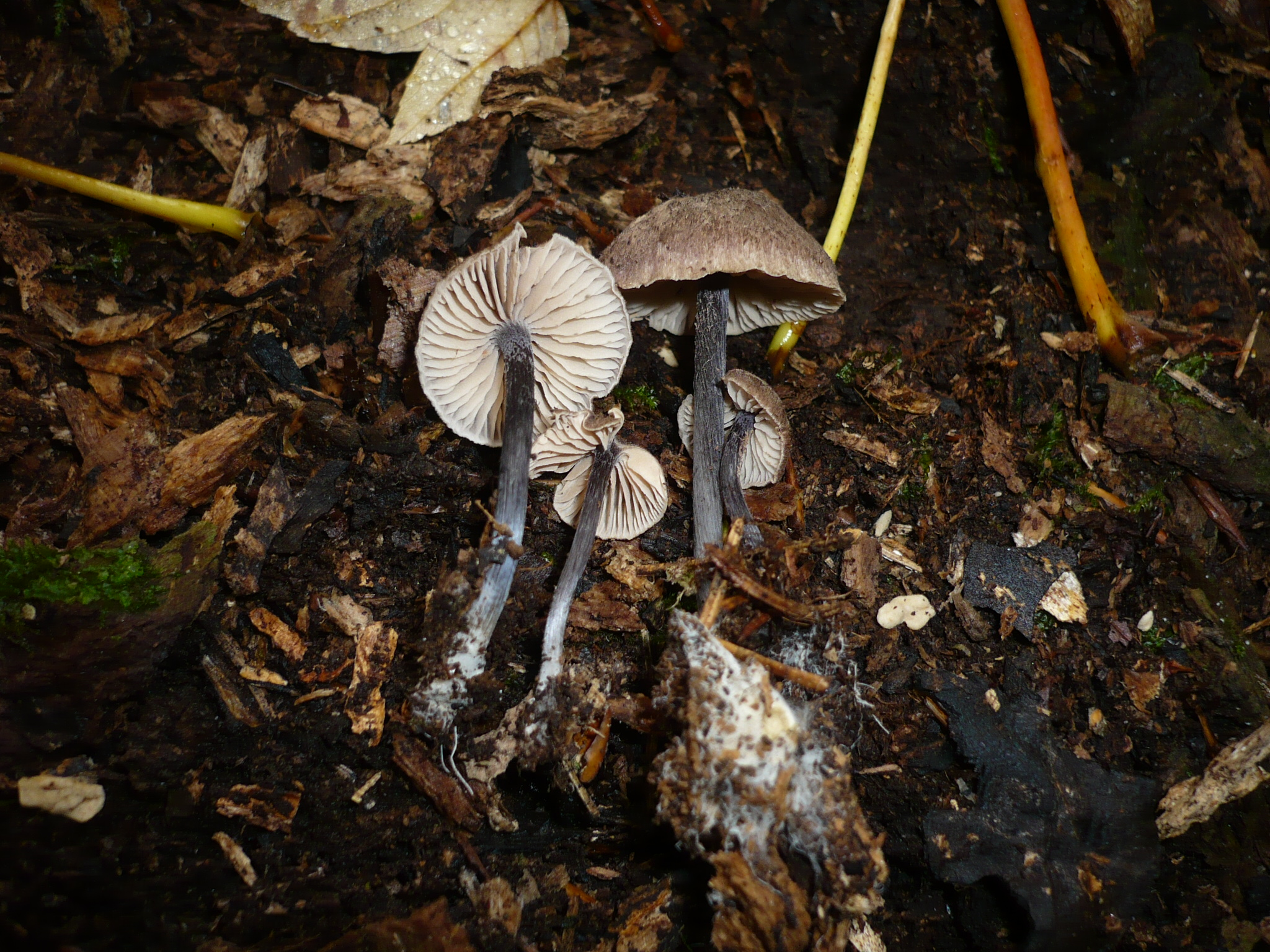
!Entoloma dichroum!
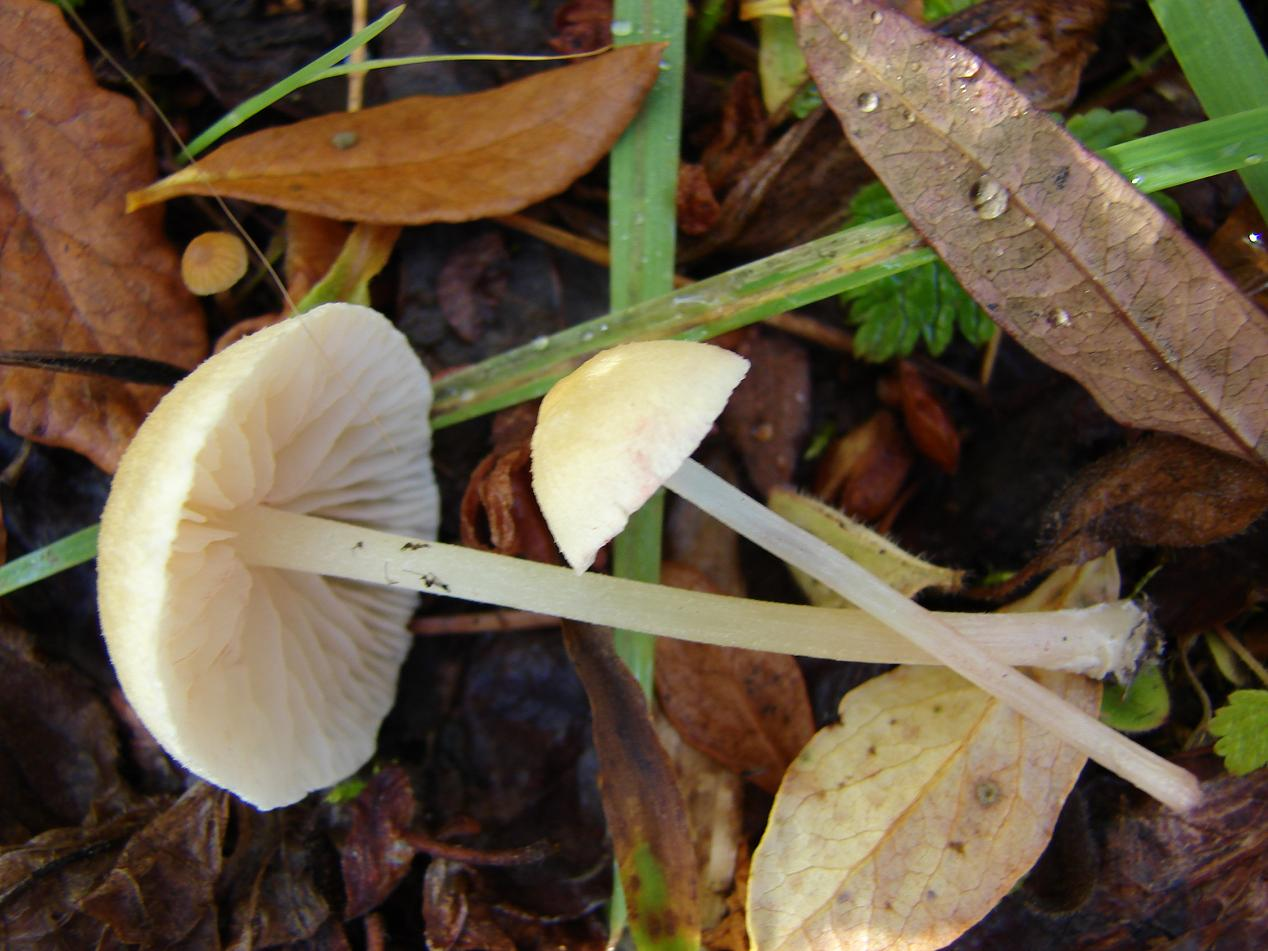
!Entoloma sericellum!

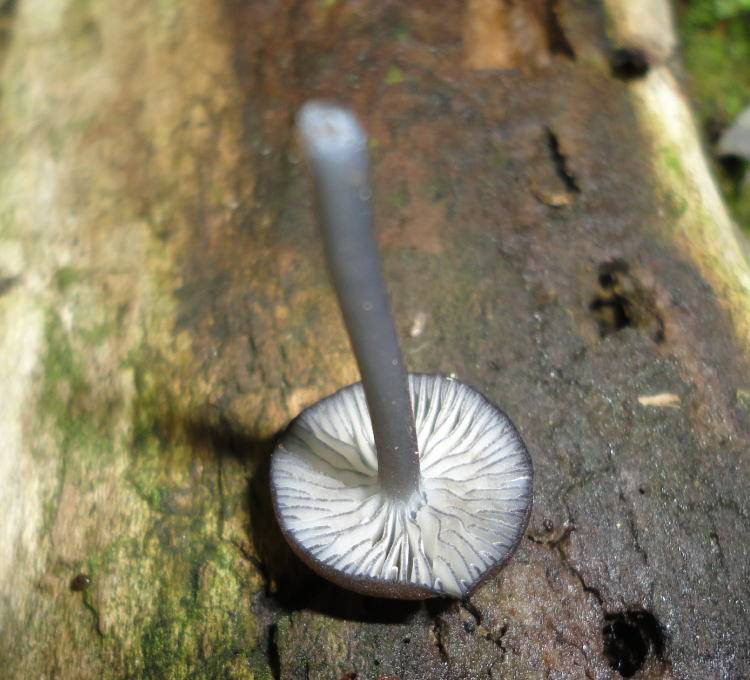
!Entoloma serrulatum!
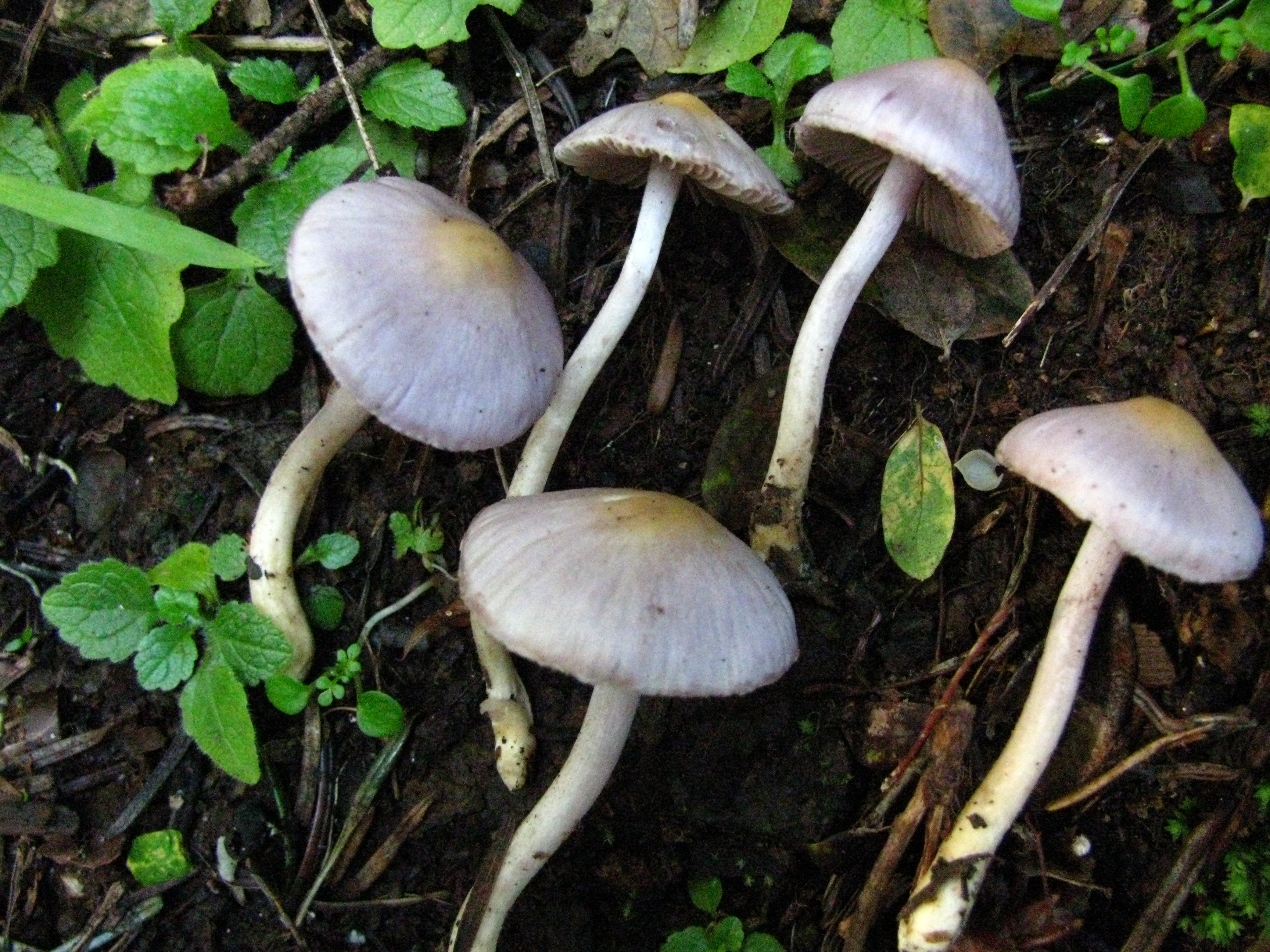
!!Inocybe geophylla var. lilacina!!
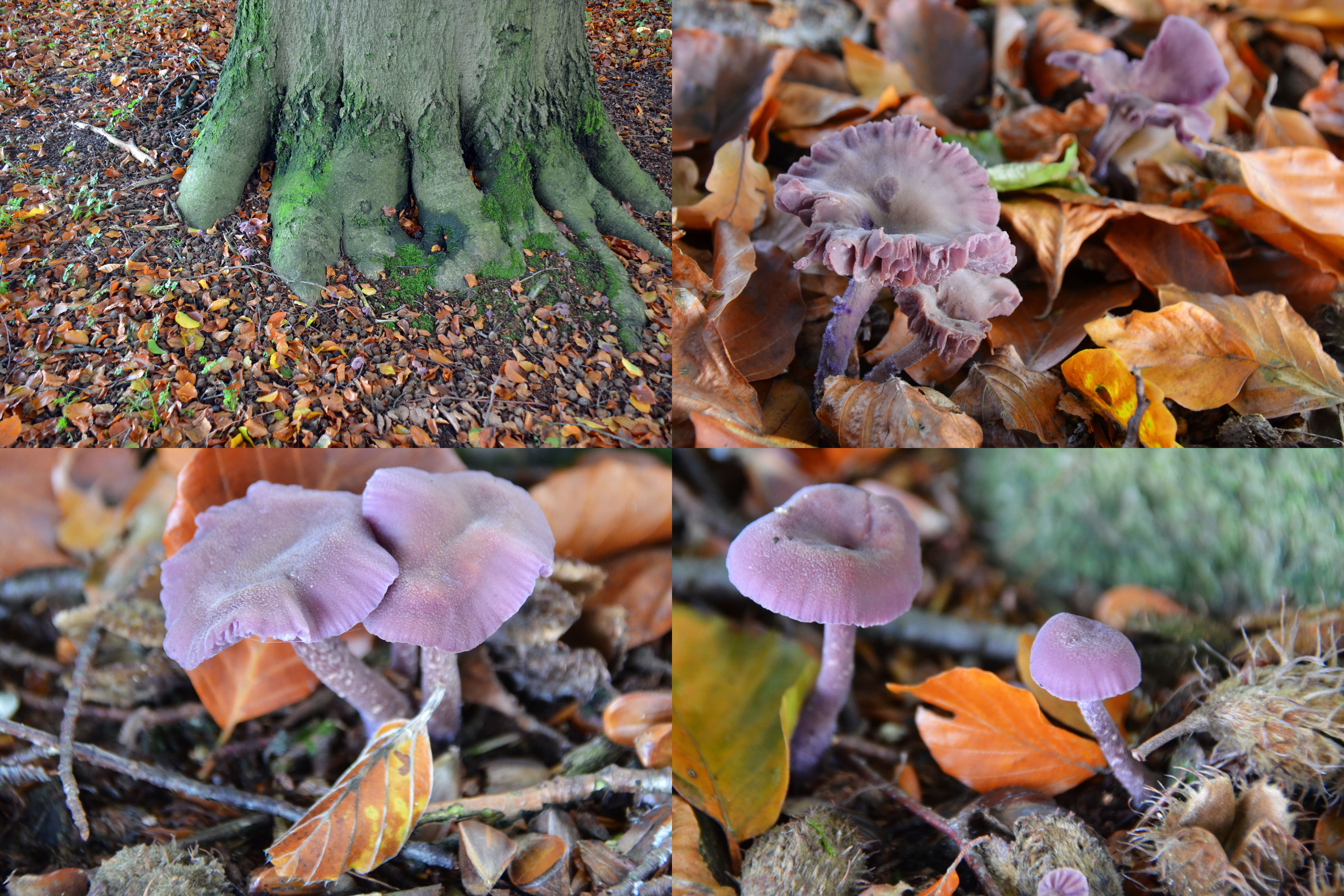
Laccaria amethistina
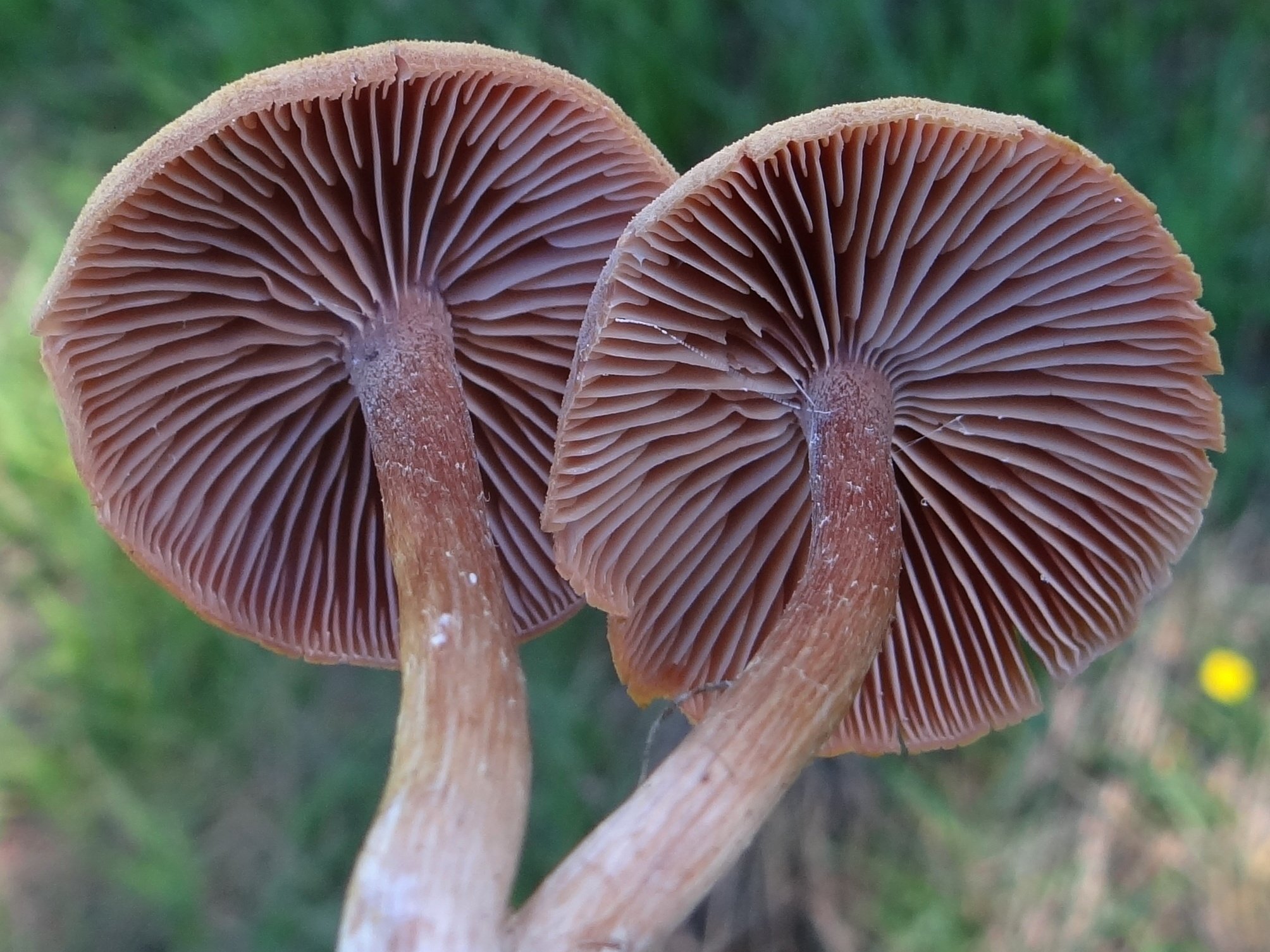
Laccaria laccata
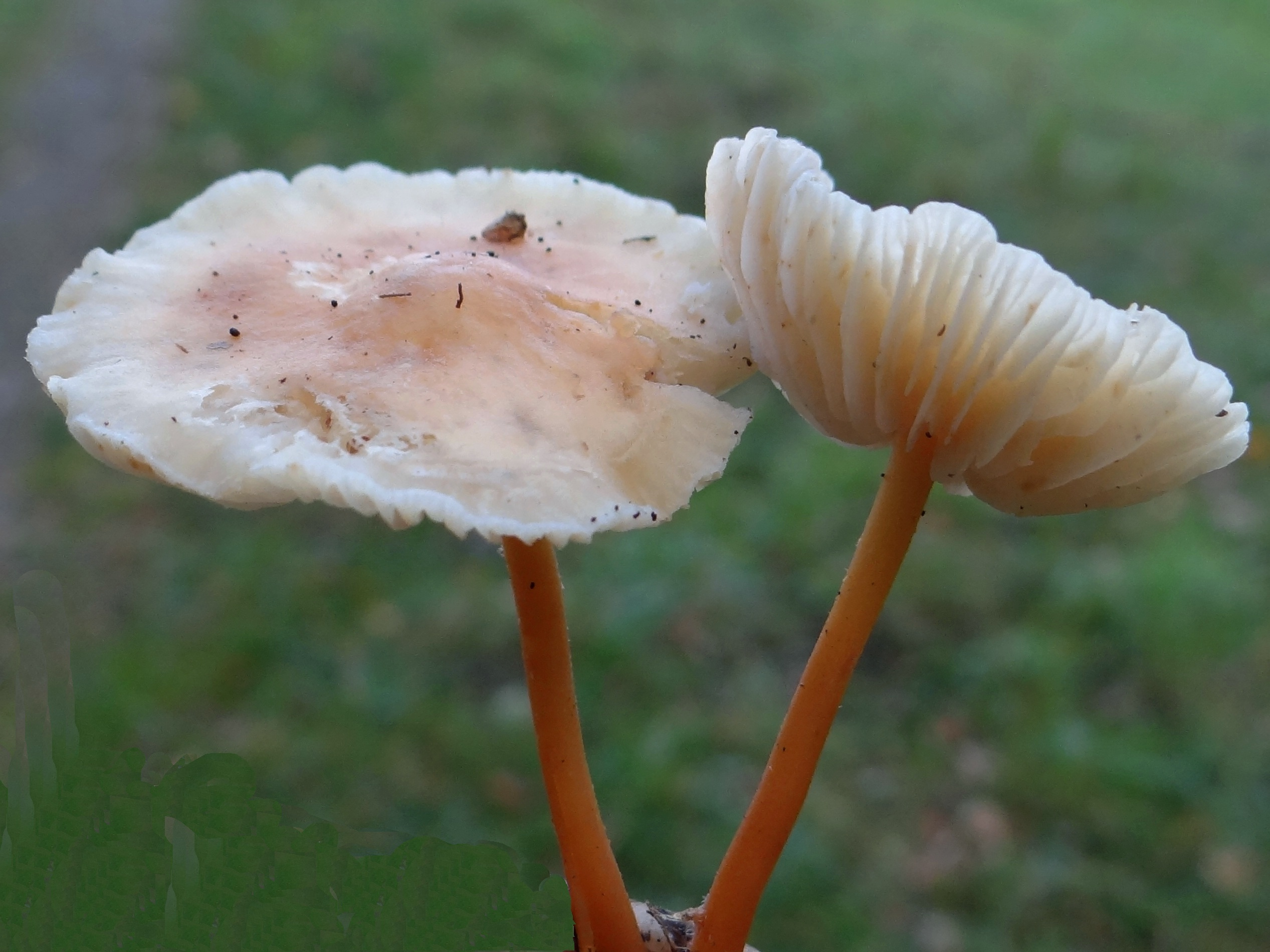
Marasmius oreades

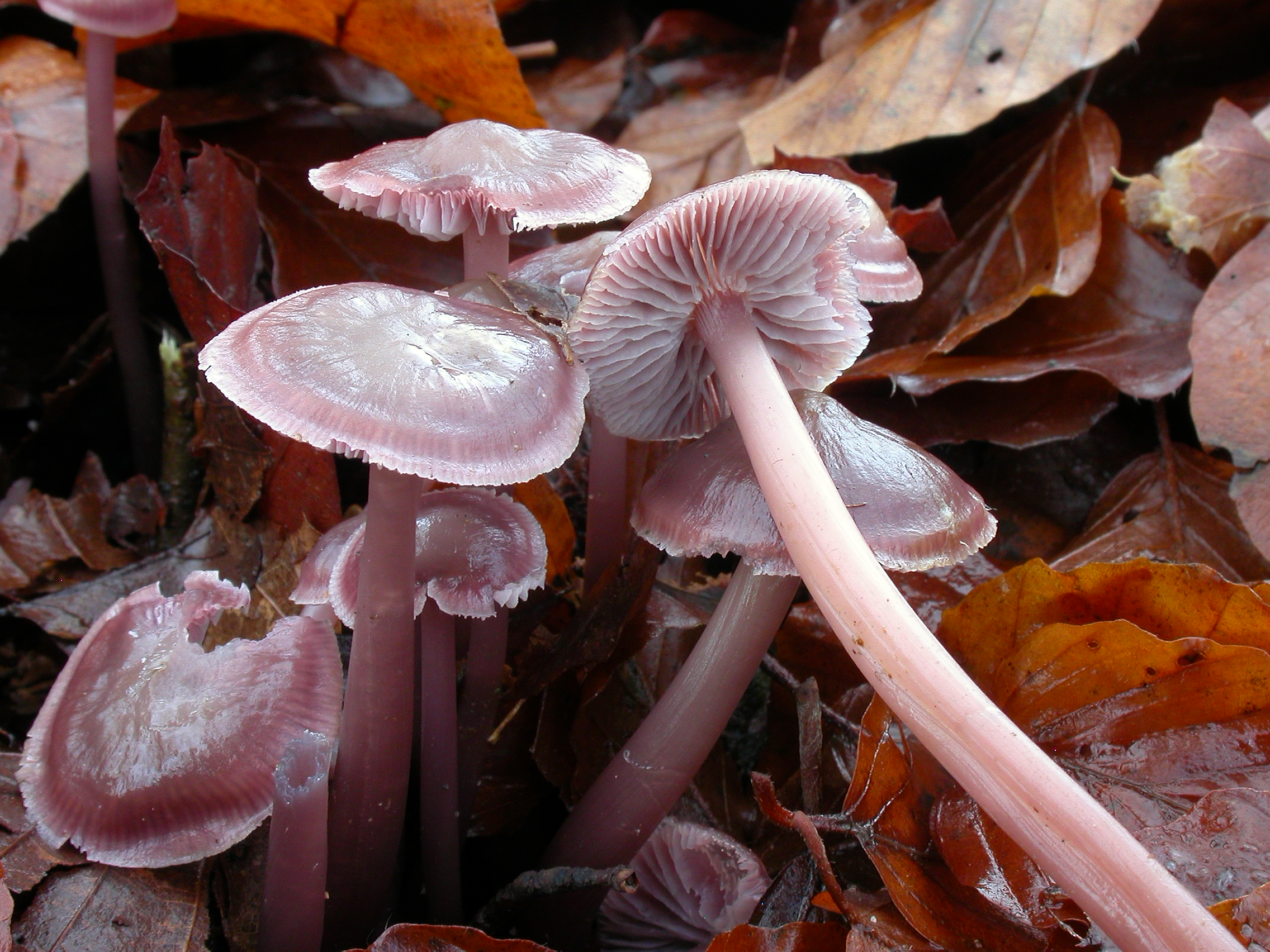
!!Mycena diosma!!
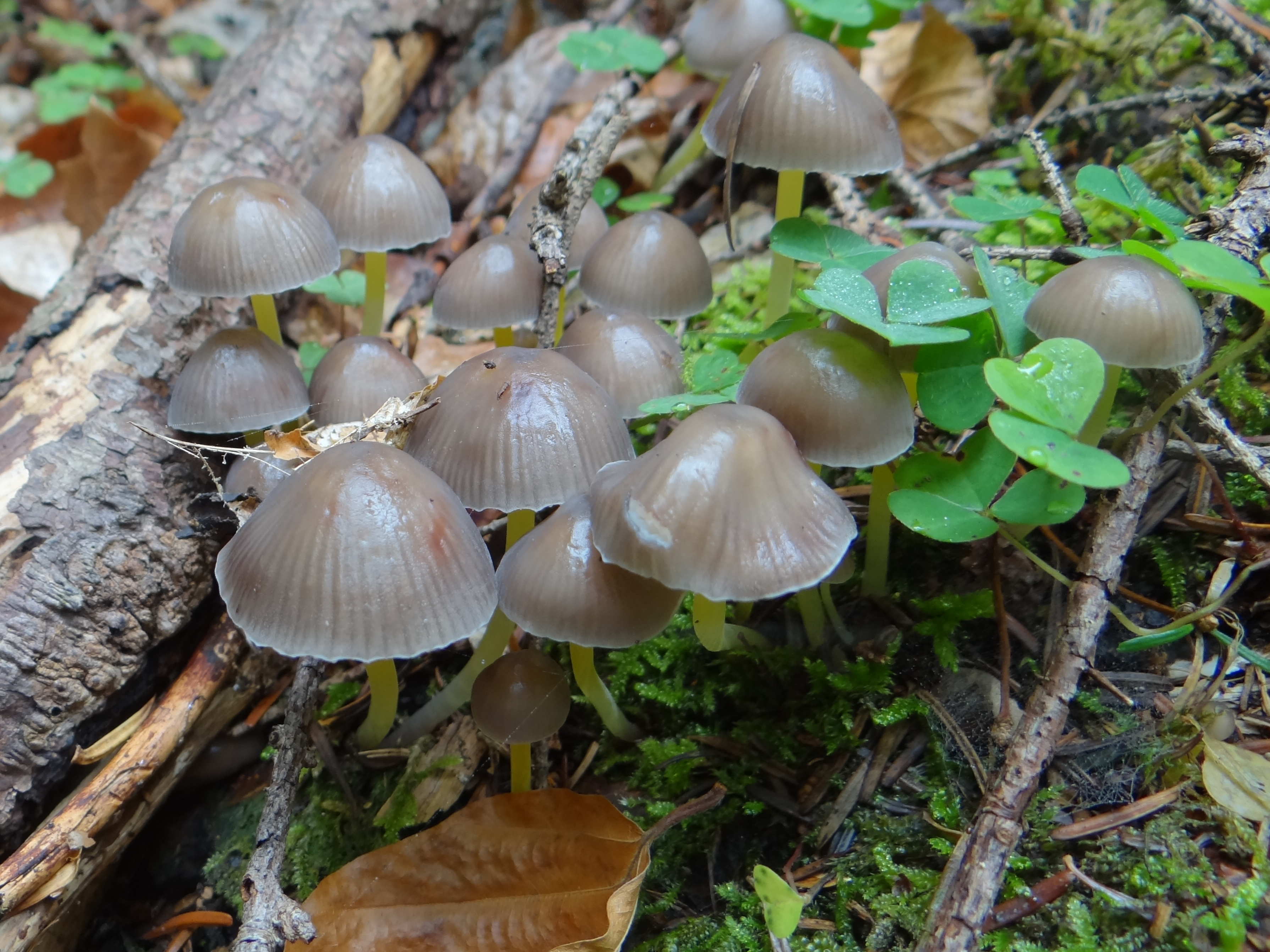
Mycena epipterygia sin. Mycena metata
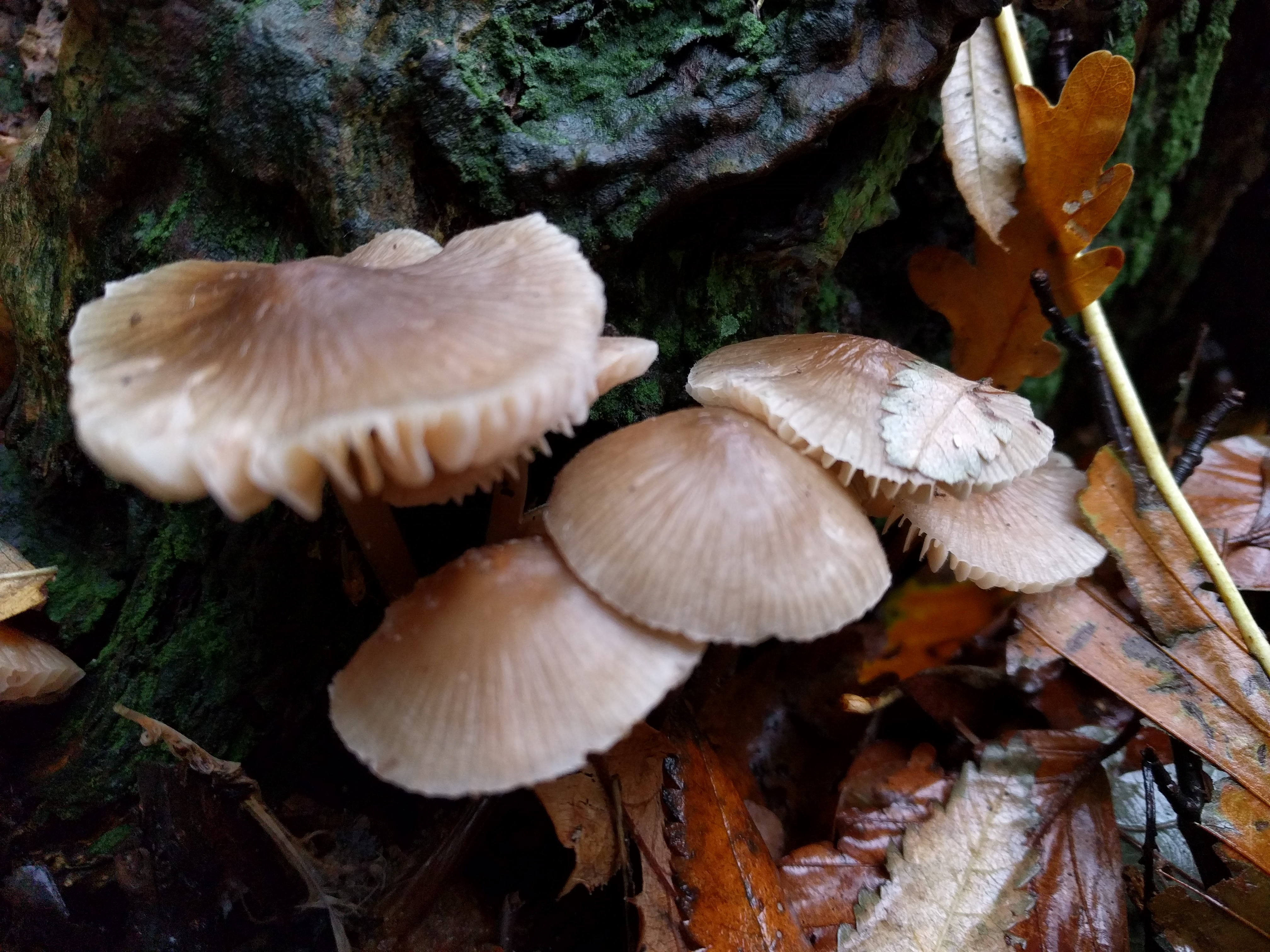
Mycena galericulata
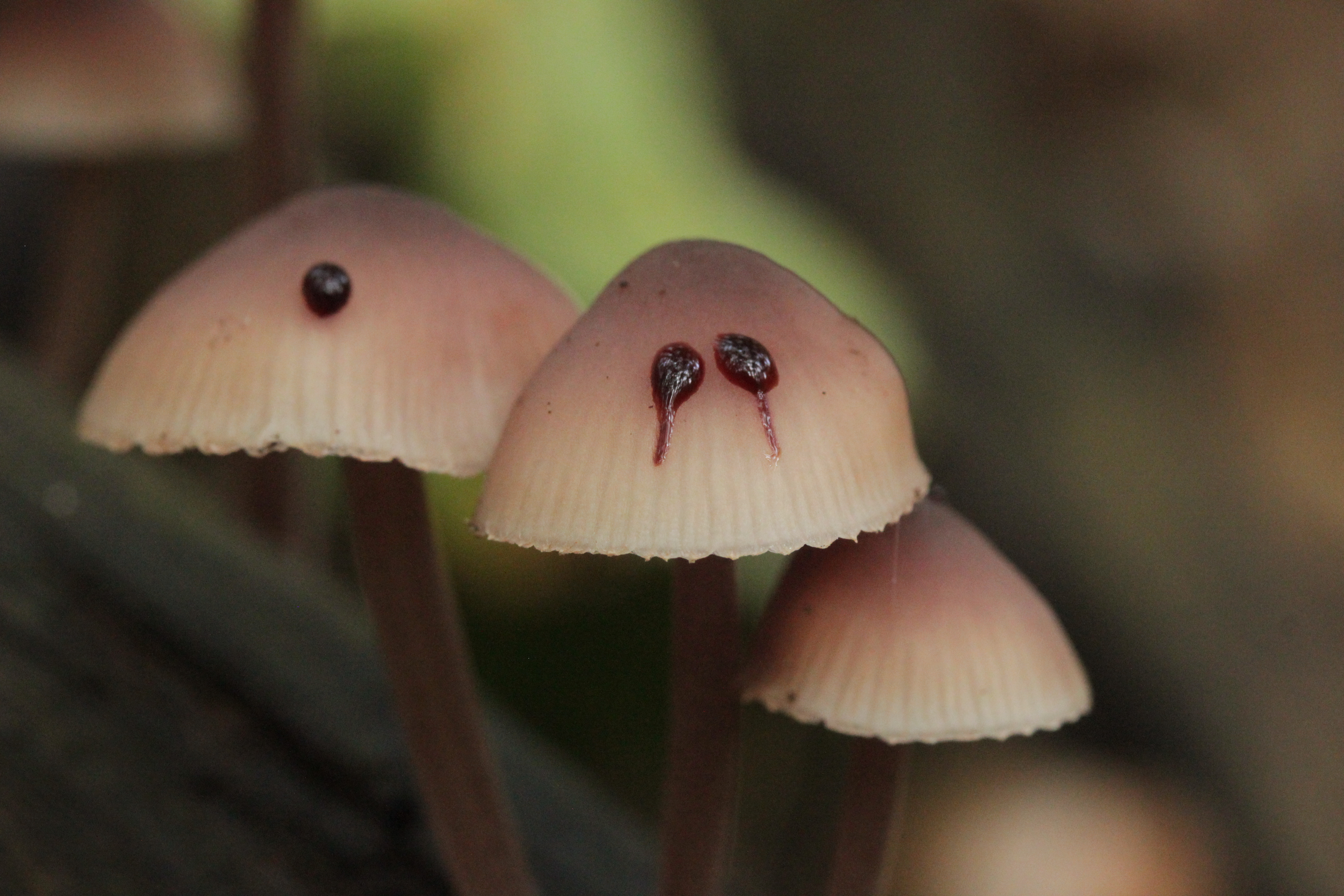
Mycena haematopus
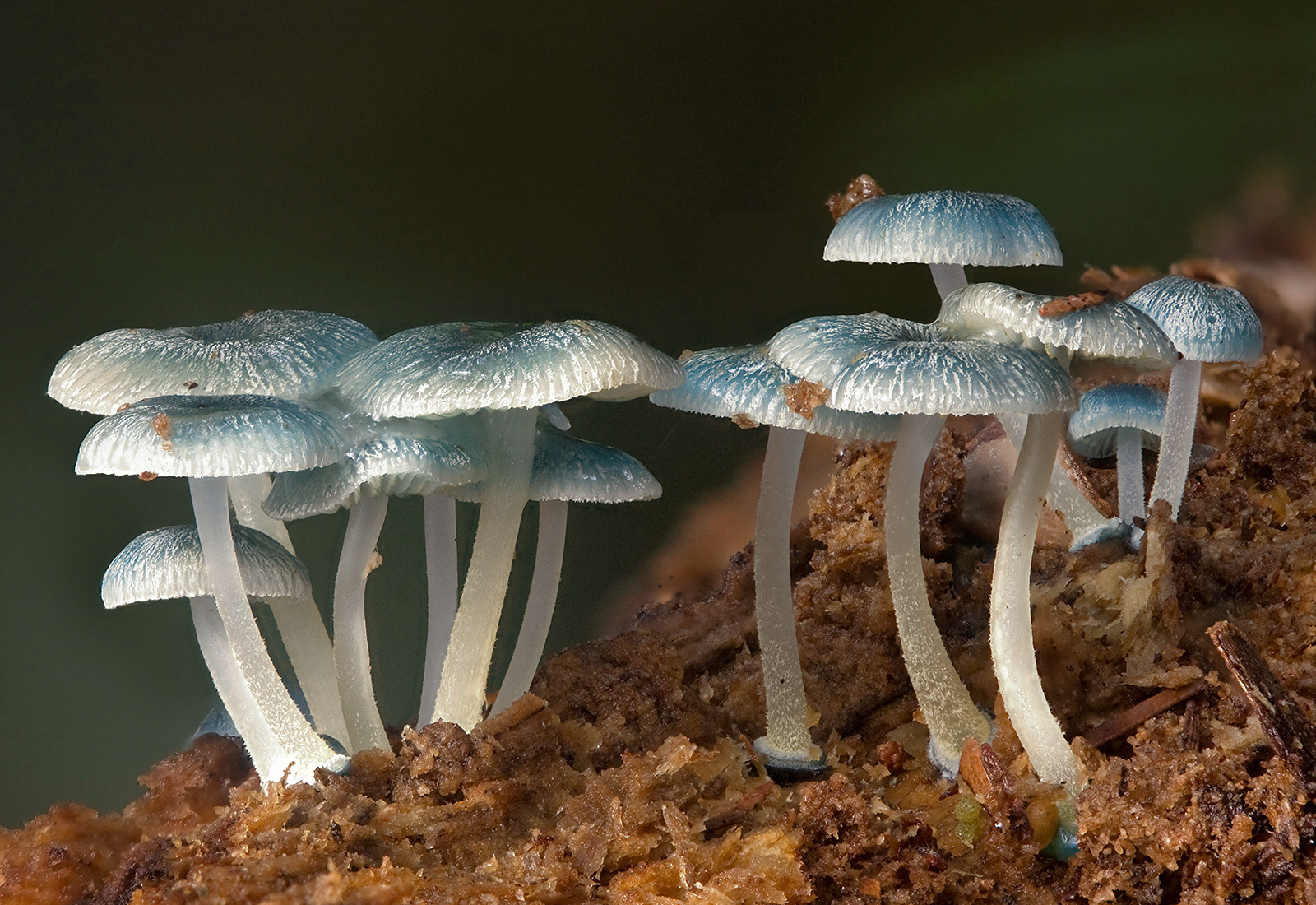
Mycena interrupta

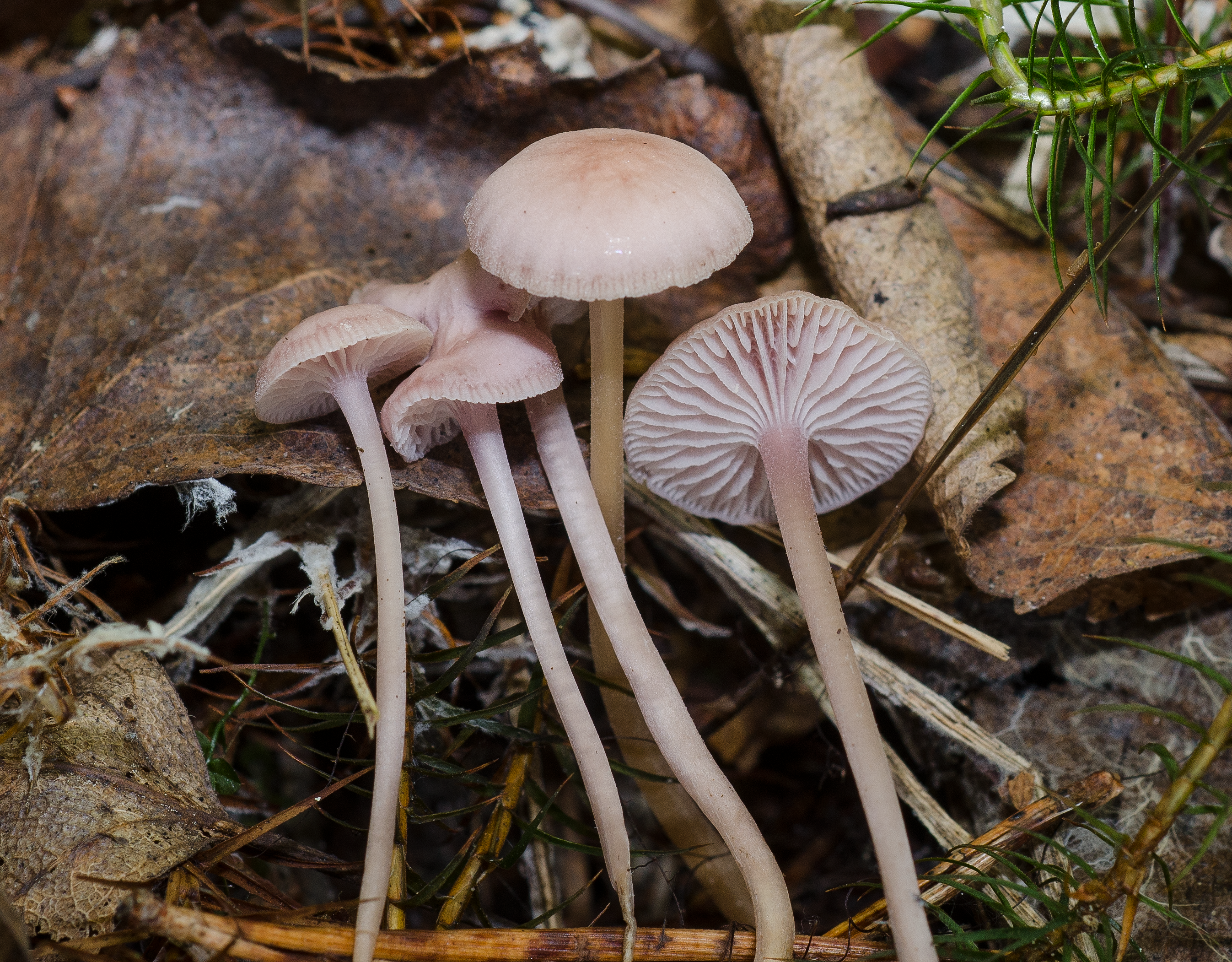
Mycena pearsoniana
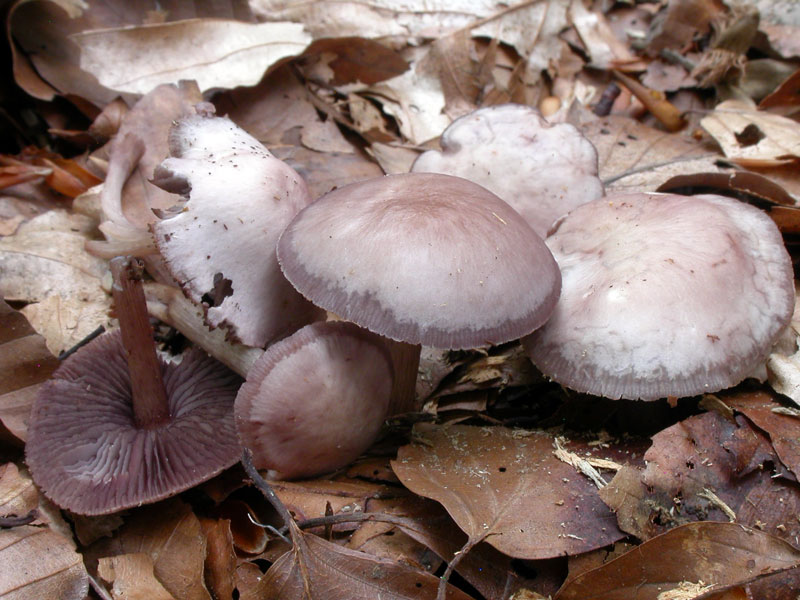
Mycena pelianthina
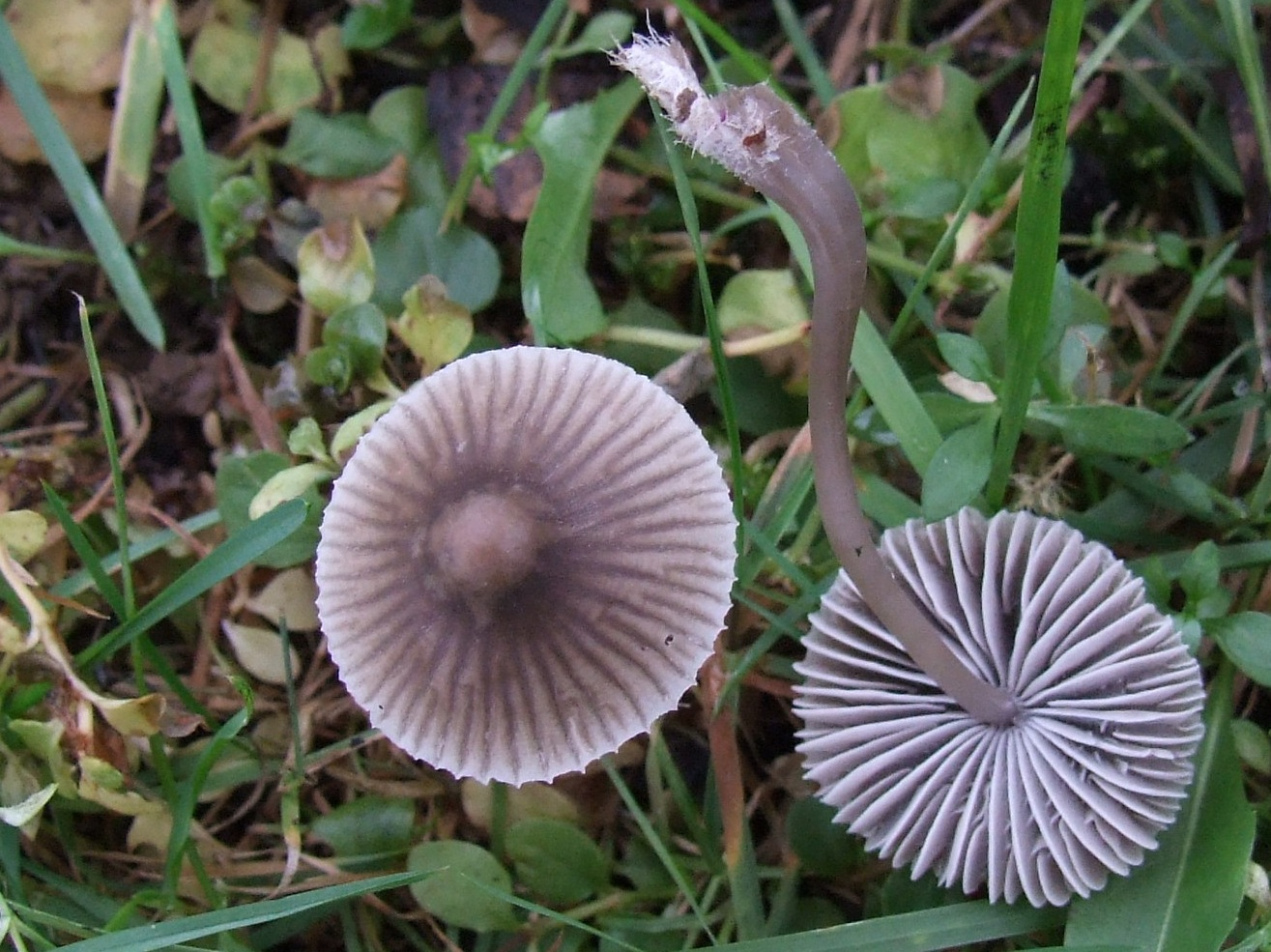
Mycena polygramma
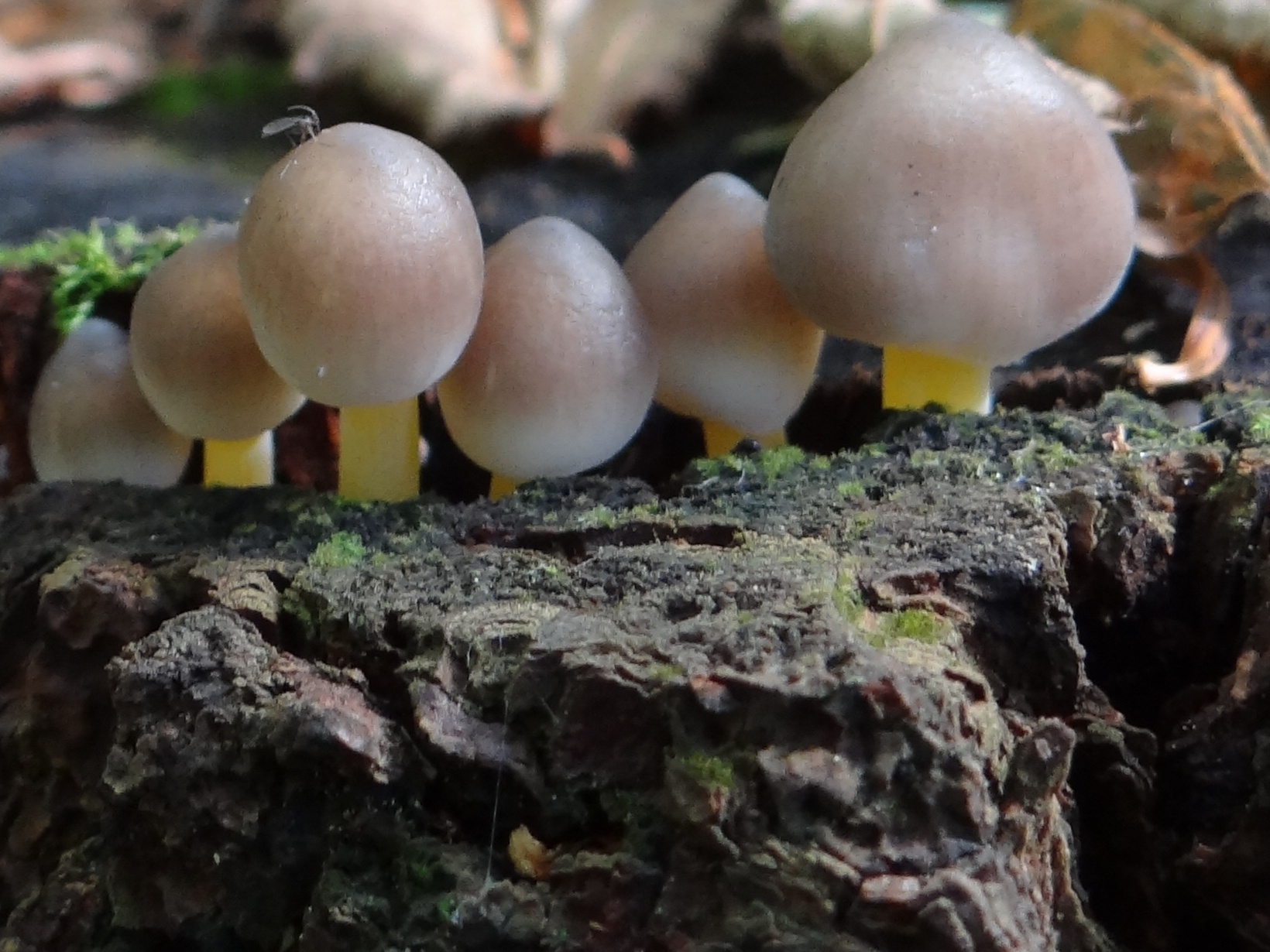
Mycena renati sin. Mycena flavipes
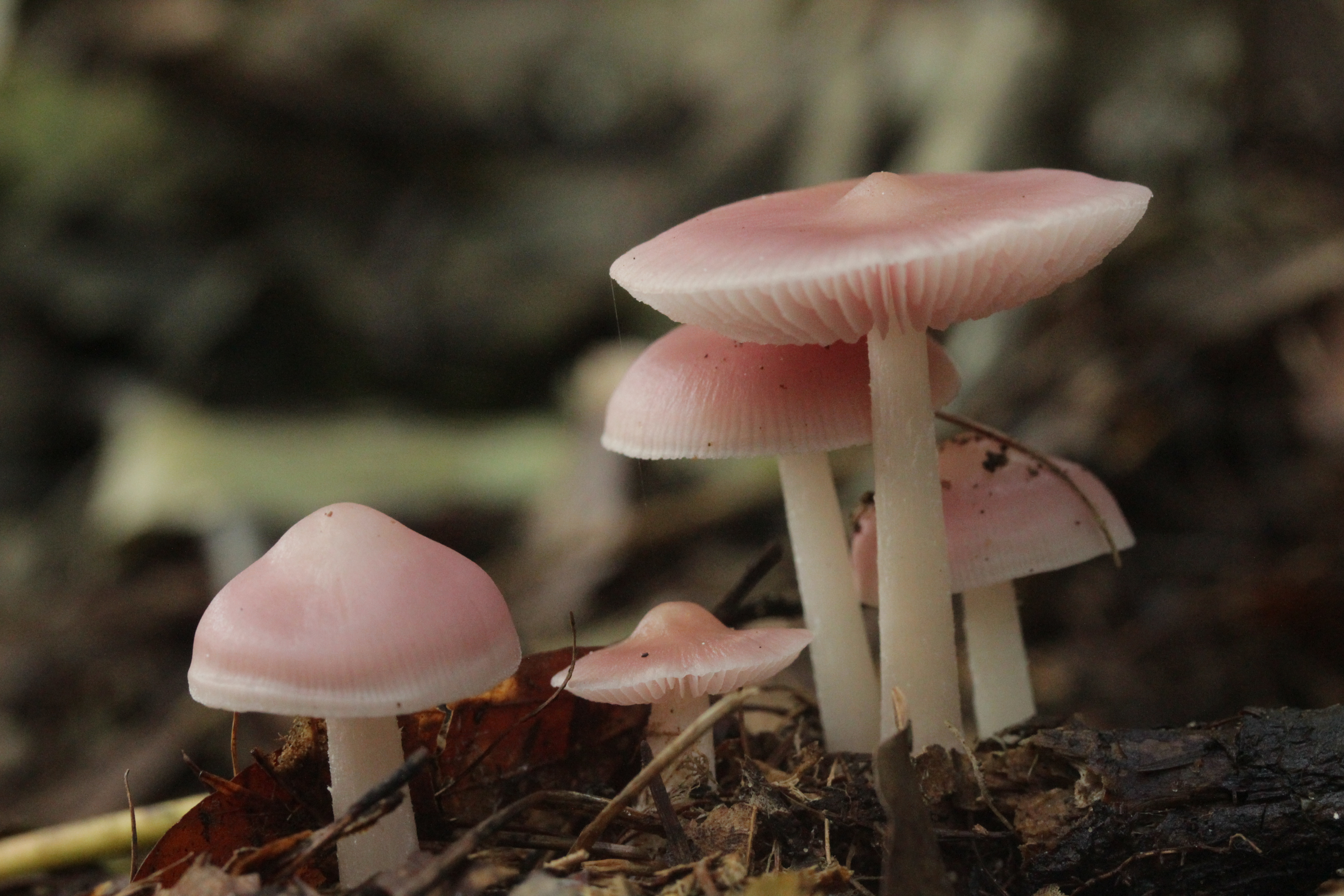
Mycena rosea

## Valorificare
Ridichioarele nu sunt ciuperci de calitate ridicată. Ele pot fi preparate și consumate în cantități mai mici ca adăugare la o mâncare împreună cu alte soiuri. Nici Bruno Cetto, nici Linus Zeitlmayr le declară toxice, ci, mult mai mult comestibile, dar de valoare mediocră. S-a dovedit anume acum câțiva ani, că specia conține ceva muscarină și derivate psihotrope, probabil psilocibină, dar apărând cu toate într-o concentrație mult mai scăzută decât de exemplu la Amanita muscaria (buretele muștelor). Aceste toxine atacă sistemul vegetativ respectiv nervos și provoacă grețuri, vomă și/sau halucinații. Dar după ce probabil aproape nimeni ar consuma acest burete în doze mai mari, datorită și mirosului sau gustului, pericolul unei intoxicații este marginală.